# Mariusz Milski
Mariusz Milski (ur. 20 sierpnia 1946 w Namysłowie, zm. 26 czerwca 1995) – polski poeta, mistyk.
Dzieciństwo i młodość spędził w podwarszawskim Wołominie, do którego powróciła jego rodzina. Ukończył tam również liceum. Aresztowany w związku z udziałem w wydarzeniach marca 1968 roku, spędził rok w więzieniu.
Debiutował w miesięczniku "Życie i Myśl", w 1974. W 1980 r. opublikował poza cenzurą tom wierszy pod tytułem "Spirala Światła".
Jego wiersze nagrodzone były na Ogólnopolskim Konkursie Poetyckim im. Leopolda Staffa. Ostatnio wydany tom "Poezja Wyjścia" jest wyborem z licznych utworów, które po sobie pozostawił.